# Achille Nucci
Achille Nucci (Napoli, 17 ottobre 1871 – Roma, 28 gennaio 1947) è stato un magistrato e politico italiano.